# Triniteurybia aberrans
Triniteurybia aberrans là một loài thực vật có hoa thuộc chi đơn loài Triniteurybia trong họ Cúc (Asteraceae).. Loài này được (A.Nelson) "Brouillet, Urbatsch & R.P.Roberts" mô tả khoa học đầu tiên năm 2004.